# Arciom Czeladzinski
Arciom Czeladzinski (biał. Арцём Чэлядзінскі, ros. Артём Челядинский, Artiom Czeladinski; ur. 29 grudnia 1977 w Mińsku) – białoruski piłkarz, grający na pozycji obrońcy, reprezentant Białorusi.

## Kariera piłkarska

### Kariera klubowa
Rozpoczął karierę piłkarską w miejscowym klubie Dynama Mińsk. Występował w rosyjskim Sokoł Saratów, w ukraińskim Metałurh Zaporoże, kazachskim Tobyle Kostanaj, a następnie w rodzimych klubach takich jak: Naftan Nowopołock, Szachcior Soligorsk i Tarpieda-BiełAZ Żodzino. W 2016 wrócił do Dynamy Mińsk.

### Kariera reprezentacyjna
W reprezentacji Białorusi wystąpił 6 razy.